# تجويف خلف الصفاق
التجويف خلف الصفاق (بالإنجليزية: Retroperitoneal space)‏ هو حيز تشريحي كامن أحيانًا في جوف البطن خلف الغشاء المصلي البطني، ليس له بنية تشريحية محددة. تكون الأعضاء خلف الصفاق إذا كانت مغطاة بالغشاء المصلي من الأمام فقط غير معلقة بالمسراق وواقعة بين جدار البطن وطبقة الغشاء المبطنة لجدار البطن.
ينقسم خلف الصفاق إلى ثلاثة أجزاء:
- حول الكلية.
- جانب الكلية الأمامي.
- جانب الكلية الخلفي.

## الأعضاء خلف الصفاق

### الأعضاء الأولية خلف الصفاق
هي الأعضاء التي ظل موقعها خلف الغشاء المصلي البطني طوال عملية التخلق المضغي، وهي:
- في الجهاز البولي:

1. الغدد الكظرية
2. الكلى
3. الحالبين

- جهاز الدوران:

1. الشريان الأورطي
2. الوريد الأجوف السفلي

- الجهاز الهضمي:

المريء: الجزء داخل التجويف البطني.
المستقيم: الثُّلث الأوسط فقط، أما الثلث العلوي يقع داخل الصفاق، والثلث السفلي خارجه.

### أعضاء ثانوية خلف الصفاق
هي الأعضاء التي كانت معلقة بالمسراق أثناء التخلق المضغي ثم هاجرت فأصبحت خلف الصفاق، وهي:
- البنكرياس: الرأس والعنق والجسم فقط، أما الذيل فيقع في الرباط الطحالي الكلوي.[4]
- الاثنا عشر: باستثناء القسم الأول الواقع داخل الصفاق.[5]
- القولون الصاعد والنازل فقط، لا السيني والمستعرض والأعور.

## تقسيمات فرعية

### الحيز المحيط بالكلية
وهو محاط باللفافة الكلوية، ويحتوي على الآتي:
- الغدد الكظرية
- الكلى
- الأوعية الدموية الكلوية

### الحيز المجاور للكلية الأمامي
وهو محاط بالطبقة الخلفية من الصفاق والجزء الأمامي من اللفافة الكلوية، ويحتوي على الآتي:
- البنكرياس
- القولون الصاعد والنازل
- الاثنا عشر

### الحيز المجاور للكلية الخلفي
محاط بالجزء الخلفي من اللفافة الكلوية وعضلات الجدار البطني الخلفية، ويحتوي على الشحم فقط.

## الأهمية الإكلينيكية
- نزيف خلف الصفاق: يكون مصدره الأوعية الدموية الموجودة بالحيز خلف الصفاق كالشريان الأورطي والوريد الأجوف السفلي.
- تليف خلف الصفاق.
- تسليخ العقد الليمفاوية خلف الصفاق.

## روابط خارجية
Radioanatomy of the retroperitoneal space